# Oblężenie Güns
Oblężenie Güns – oblężenie, które miało miejsce w roku 1532.
W roku 1532 Sulejman Wspaniały z wielką armią wyruszył w kierunku Wiednia, którego nie udało mu się zdobyć 3 lata wcześniej. W trakcie kampanii zmienił jednak plany ruszając ku terytorium Węgier przy granicy z Austrią. Po drodze wojska tureckie obległy miasteczko i zamek w Kőszeg, przemianowane przez Austriaków na Güns, którego broniło 700 obrońców Węgrów i Chorwatów pod wodzą chorwackiego dowódcy Nikoli Jurišicia (węg.: Jurisicsa Miklosa). Pomimo podłożenia kilku min i uczynienia sporych wyrw w murach, wszystkie szturmy Turków zostały odparte. Turcy dowodzeni przez wielkiego wezyra Ibrahima Paszę ostrzeliwali miasto z najcięższych dział, udało im się nawet obsadzić jeden z wyłomów. Wówczas to obawiający się o swoje życie mieszkańcy rozpoczęli przeraźliwe wycie, które Turcy wzięli za odgłosy nadciągających posiłków i wycofali się z zajętych pozycji. Na początku lipca Ibrahim Pasza zaproponował Jurisicsowi układ, na mocy którego Turcy oszczędzili załogę w zamian za poddanie miasta, przy czym do zamku wkroczył tylko niewielki oddział turecki.